# Calcio agli Island Games 1999
Il torneo di calcio agli Island Games 1999, che si svolsero sull'isola di Gotland, fu la sesta edizione della competizione. I 31 incontri si svolsero tra il 27 giugno ed il 2 luglio 1999 e videro la vittoria finale di Anglesey/Ynys Môn, che conquistò il suo primo titolo.

## Formato
Le quattordici squadre furono divise in quattro gruppi, due da tre squadre e due da quattro.
La prima fase prevedeva un girone all'italiana con gare di sola andata; nella seconda le squadre dei quattro gironi si affrontavano in base alla posizione in classifica per assegnare le posizioni finali, dal quattordicesimo al primo posto.

## Partecipanti
- Anglesey
- Frøya
- Gibilterra
- Gotland
- Groenlandia
- Guernsey
- Hitra

- Isola di Man
- Isola di Wight
- Isole Åland
- Isole Shetland
- Jersey
- Rodi
- Saaremaa

## Competizione

### Gruppo 1
| Squadra     | P.ti | G | V | P | S | GF | GS | DR |
| ----------- | ---- | - | - | - | - | -- | -- | -- |
| Jersey      | 6    | 2 | 2 | 0 | 0 | 6  | 1  | +5 |
| Isole Åland | 3    | 2 | 1 | 0 | 1 | 2  | 2  | 0  |
| Gibilterra  | 0    | 2 | 0 | 0 | 2 | 2  | 7  | -5 |

| 27 giugno 1999, ore 18:00                          | Jersey    | 1 – 0 | Isole Åland |  |
| \| \| \| \| \| Richard Muddyman \| Marcatori \| \| |           |       |             |  |
|                                                    |           |       |             |  |
| Richard Muddyman                                   | Marcatori |       |             |  |

| Väskinde 28 giugno 1999, ore 16:00                                  | Gibilterra | 1 – 2                    | Isole Åland |  |
| \| \| \| \| \| Al Green \| Marcatori \| Jani Lyyski Mika Niskala \| |            |                          |             |  |
|                                                                     |            |                          |             |  |
| Al Green                                                            | Marcatori  | Jani Lyyski Mika Niskala |             |  |

| Fardhem 29 giugno 1999, ore 17:00                                                   | Gibilterra | 1 – 5                                  | Jersey |  |
| \| \| \| \| \| Al Green \| Marcatori \| R. Lumsden David Brodie , , James Reilly \| |            |                                        |        |  |
|                                                                                     |            |                                        |        |  |
| Al Green                                                                            | Marcatori  | R. Lumsden David Brodie , James Reilly |        |  |

### Gruppo 2
| Squadra        | P.ti | G | V | P | S | GF | GS | DR  |
| -------------- | ---- | - | - | - | - | -- | -- | --- |
| Isola di Man   | 7    | 3 | 2 | 1 | 0 | 19 | 5  | +14 |
| Gotland        | 7    | 3 | 2 | 1 | 0 | 18 | 6  | +12 |
| Isole Shetland | 3    | 3 | 1 | 0 | 2 | 6  | 6  | 0   |
| Hitra          | 0    | 3 | 0 | 0 | 3 | 2  | 29 | -27 |

| Gutavallen 27 giugno 1999, ore 21:00 | Gotland   | 12 – 1         | Hitra |  |
| \| \| \| \| \| Per Olsson Fredrik Larsson , , Patric Nilsson Christian Mohlin , , , , Petter Harring Tommy Larsson \| Marcatori \| Marius Fiskvik \| |           |                |       |  |
| |           |                |       |  |
| Per Olsson Fredrik Larsson , Patric Nilsson Christian Mohlin , Petter Harring Tommy Larsson                                                          | Marcatori | Marius Fiskvik |       |  |

| Dalhems IP 27 giugno 1999, ore 17:00 | Isola di Man | 2 – 1 | Isole Shetland |  |

| Fardhem 28 giugno 1999, ore 17:00                                                                               | Hitra     | 0 – 13                                                              | Isola di Man |  |
| \| \| \| \| \| \| Marcatori \| Steven Corkill Lee Dixon Damian Hawley , , , , , , Tony Duggan Brian Gartland \| |           |                                                                     |              |  |
| |           |                                                                     |              |  |
| | Marcatori | Steven Corkill Lee Dixon Damian Hawley , Tony Duggan Brian Gartland |              |  |

| Visborgsvallen 28 giugno 1999, ore 18:00                                                         | Gotland   | 3 – 1              | Isole Shetland |  |
| \| \| \| \| \| Daniel Backeus Tommy Larsson Niklas Hansson \| Marcatori \| Michael Williamson \| |           |                    |                |  |
|                                                                                                  |           |                    |                |  |
| Daniel Backeus Tommy Larsson Niklas Hansson                                                      | Marcatori | Michael Williamson |                |  |

| Fårösund 29 giugno 1999, ore 17:00                                                                     | Hitra     | 1 – 4                                           | Isole Shetland |  |
| \| \| \| \| \| Kjell Arne Saetherbo \| Marcatori \| Michael Williamson Duncan Bray Laurence Pearson \| |           |                                                 |                |  |
| |           |                                                 |                |  |
| Kjell Arne Saetherbo                                                                                   | Marcatori | Michael Williamson Duncan Bray Laurence Pearson |                |  |

| Gutavallen 29 giugno 1999, ore 21:00                                                                                       | Gotland   | 4 – 4                                   | Isola di Man |  |
| \| \| \| \| \| Fredrik Larsson Niklas Hansson Torbjörn Ahlqvist \| Marcatori \| Nick Hurt Peter Langride Brian Gartland \| |           |                                         |              |  |
| |           |                                         |              |  |
| Fredrik Larsson Niklas Hansson Torbjörn Ahlqvist                                                                           | Marcatori | Nick Hurt Peter Langride Brian Gartland |              |  |

### Gruppo 3
| Squadra        | P.ti | G | V | P | S | GF | GS | DR  |
| -------------- | ---- | - | - | - | - | -- | -- | --- |
| Isola di Wight | 9    | 3 | 3 | 0 | 0 | 19 | 5  | +14 |
| Groenlandia    | 6    | 3 | 2 | 0 | 1 | 9  | 10 | -1  |
| Saaremaa       | 0    | 3 | 0 | 0 | 3 | 3  | 14 | -11 |

| Väskinde 27 giugno , ore 16:00                                                          | Groenlandia | 4 – 1        | Saaremaa |  |
| \| \| \| \| \| John Davidsen Jan Nielsen Rene Overballe \| Marcatori \| Peeter Pihel \| |             |              |          |  |
|                                                                                         |             |              |          |  |
| John Davidsen Jan Nielsen Rene Overballe                                                | Marcatori   | Peeter Pihel |          |  |

| Fardhem 27 giugno 1999, ore 17:00                                                          | Frøya     | 2 – 6                   | Isola di Wight |  |
| \| \| \| \| \| Tore Furberg Karl Harald Måsöval \| Marcatori \| Martyn Raggett Lee Dent \| |           |                         |                |  |
|                                                                                            |           |                         |                |  |
| Tore Furberg Karl Harald Måsöval                                                           | Marcatori | Martyn Raggett Lee Dent |                |  |

| Fårösund 28 giugno 1999, ore 17:00                                                                          | Isola di Wight | 6 – 1       | Saaremaa |  |
| \| \| \| \| \| Adam Miller Adam Barsdell Darren Plenty DarrenPlenty Lee Dent \| Marcatori \| Toomas Vara \| |                |             |          |  |
| |                |             |          |  |
| Adam Miller Adam Barsdell Darren Plenty DarrenPlenty Lee Dent                                               | Marcatori      | Toomas Vara |          |  |

| 28 giugno 1999                                                                                    | Frøya     | 1 – 3                                        | Groenlandia |  |
| \| \| \| \| \| Hallgeir Pettersen \| Marcatori \| Jan Nielsen Jakob Petersen Jens Jakob Hansen \| |           |                                              |             |  |
|                                                                                                   |           |                                              |             |  |
| Hallgeir Pettersen                                                                                | Marcatori | Jan Nielsen Jakob Petersen Jens Jakob Hansen |             |  |

| Väskinde 29 giugno 1999, ore 16:00                                                                                           | Groenlandia | 2 – 7                                                          | Isola di Wight |  |
| \| \| \| \| \| Harry Enggaard Karl Rosbach \| Marcatori \| Adam Barsdell Darren Plenty Lee Dent Adam Sunsburg Peter Young \| |             |                                                                |                |  |
| |             |                                                                |                |  |
| Harry Enggaard Karl Rosbach                                                                                                  | Marcatori   | Adam Barsdell Darren Plenty Lee Dent Adam Sunsburg Peter Young |                |  |

| Dalhems IP 29 giugno 1999, ore 17:00                                     | Frøya     | 4 – 1        | Saaremaa |  |
| \| \| \| \| \| Karl Måsoval Ove Skarpnes \| Marcatori \| Peeter Pihel \| |           |              |          |  |
|                                                                          |           |              |          |  |
| Karl Måsoval Ove Skarpnes                                                | Marcatori | Peeter Pihel |          |  |

### Gruppo 4
| Squadra  | P.ti | G | V | P | S | GF | GS | DR |
| -------- | ---- | - | - | - | - | -- | -- | -- |
| Anglesey | 2    | 2 | 0 | 2 | 0 | 2  | 2  | 0  |
| Rodi     | 2    | 2 | 0 | 2 | 0 | 1  | 1  | 0  |
| Guernsey | 2    | 2 | 0 | 2 | 0 | 1  | 1  | 0  |

| Gutavallen 28 giugno 1999, ore 21:00 | Guernsey | 0 – 0 | Rodi |  |

| [[Visborgvallen martedì]] 29 giugno , ore 18:00              | Guernsey  | 1 – 1          | Anglesey |  |
| \| \| \| \| \| Ryan Tippet \| Marcatori \| Richard Hughes \| |           |                |          |  |
|                                                              |           |                |          |  |
| Ryan Tippet                                                  | Marcatori | Richard Hughes |          |  |

| Fårösund 27 giugno 1999, ore 17:00 | Rodi | 1 – 1 | Anglesey |  |

### Fase finale

#### Finale 13º-14º posto
| Dalhems IP 1º luglio , ore 17:00                                                | Hitra     | 2 – 1 (d.t.s.) | Saaremaa |  |
| \| \| \| \| \| Marius Fiskvik Roe-Vidar Lervik \| Marcatori \| Maikko Mölder \| |           |                |          |  |
|                                                                                 |           |                |          |  |
| Marius Fiskvik Roe-Vidar Lervik                                                 | Marcatori | Maikko Mölder  |          |  |

#### Finali 9º-12º posto

##### Semifinali
| Väskinde 1º luglio 1999, ore 16:00                                | Frøya     | 2 – 4 | Guernsey |  |
| \| \| \| \| \| Bjørn Ervik Karl Harald Måsöval \| Marcatori \| \| |           |       |          |  |
|                                                                   |           |       |          |  |
| Bjørn Ervik Karl Harald Måsöval                                   | Marcatori |       |          |  |

| Norrbacka IP 1º luglio 1999, ore 17:00                        | Gibilterra | 2 – 3 (d.t.s.)      | Isole Shetland |  |
| \| \| \| \| \| Olivero \| Marcatori \| Williamson Peterson \| |            |                     |                |  |
|                                                               |            |                     |                |  |
| Olivero                                                       | Marcatori  | Williamson Peterson |                |  |

##### Finale 11º-12º posto
| Norrbacka IP 2 luglio 1999, ore 09:30 | Frøya | 1 – 5 | Gibilterra |  |

##### Finale 9º-10º posto
| Visborgsvallen 2 luglio 1999, ore 09:30 | Guernsey | 6 – 5 | Isole Shetland |  |

#### Finali 5º-8º posto

##### Semifinali
| Fårösund 1º luglio 1999, ore 17:00                           | Groenlandia | 0 – 2                      | Rodi |  |
| \| \| \| \| \| \| Marcatori \| Stavros Galanos G. Karikis \| |             |                            |      |  |
|                                                              |             |                            |      |  |
|                                                              | Marcatori   | Stavros Galanos G. Karikis |      |  |

| Fardhem 1º luglio 1999 | Isole Åland | 4 – 1 | Gotland |  |

##### Finale 7º-8º posto
| Norrbacka IP 2 luglio 1999, ore 12:00 | Gotland | 7 – 2 | Groenlandia |  |

##### Finale 5º-6º posto
| Visborgsvallen 2 luglio 1999, ore 12:00 | Rodi | 3 – 2 | Isole Åland |  |

#### Finali 1º-4º posto

##### Semifinali
| Visborgsvallen 1º luglio 1999, ore 18:00                                                   | Isola di Wight | 1 – 3                                      | Anglesey |  |
| \| \| \| \| \| Darren Plenty \| Marcatori \| Jonathan Parry Kyle Hazelaar Aled Rowlands \| |                |                                            |          |  |
|                                                                                            |                |                                            |          |  |
| Darren Plenty                                                                              | Marcatori      | Jonathan Parry Kyle Hazelaar Aled Rowlands |          |  |

| Gutavallen 1º luglio 1999                      | Isola di Man | 1 – 0 | Jersey |  |
| \| \| \| \| \| P. Langridge \| Marcatori \| \| |              |       |        |  |
|                                                |              |       |        |  |
| P. Langridge                                   | Marcatori    |       |        |  |

##### Finale 3º-4º posto
| Gutavallen 2 luglio 1999, ore 12:00 | Isola di Wight | 2 – 0 | Jersey |  |

### Finale
| Gutavallen 2 luglio 1999, ore 15:00 | Anglesey   | 1 – 0 | Isola di Man |  |
| \| \| \| \| \| David Evans Mark Gray Campbell Harrison Kyle Hazelaar Arwyn Hughes Richard Hughes Steve Humphreys Gerallt Jones Martin Jones Jonathan Parry Dyfed Parry Dylan Pritchard Darren Pritchard Mark Pritchard Adam Roberts Aled Rowlands Anthony Williams Mervyn Williams \| Formazioni \| Christopher Cain Timothy Calladine Jonathan Clarke Steven Corkill Kevin Dawson Lee Dixon Mark Dodd Tony Duggan Christopher Feeney Brian Gartland Anthony Halsall Damian Hawley Nicholas Hurt Phillip Mayers Martin Reilly Peter Richards John Ward Richard Watterson \| |            | |              |  |
| |            | |              |  |
| David Evans Mark Gray Campbell Harrison Kyle Hazelaar Arwyn Hughes Richard Hughes Steve Humphreys Gerallt Jones Martin Jones Jonathan Parry Dyfed Parry Dylan Pritchard Darren Pritchard Mark Pritchard Adam Roberts Aled Rowlands Anthony Williams Mervyn Williams | Formazioni | Christopher Cain Timothy Calladine Jonathan Clarke Steven Corkill Kevin Dawson Lee Dixon Mark Dodd Tony Duggan Christopher Feeney Brian Gartland Anthony Halsall Damian Hawley Nicholas Hurt Phillip Mayers Martin Reilly Peter Richards John Ward Richard Watterson |              |  |

## Campione
ANGLESEY
(Primo titolo)

### Podio
| Oro      | Argento      | Bronzo         |
| Anglesey | Isola di Man | Isola di Wight |

### Classifica finale
| Pos | Paese          | Medaglia |
| --- | -------------- | -------- |
| 1   | Anglesey       | Oro      |
| 2   | Isola di Man   | Argento  |
| 3   | Isola di Wight | Bronzo   |
| 4   | Jersey         |          |
| 5   | Rodi           |          |
| 6   | Isole Åland    |          |
| 7   | Gotland        |          |
| 8   | Groenlandia    |          |
| 9   | Guernsey       |          |
| 10  | Isole Shetland |          |
| 11  | Gibilterra     |          |
| 12  | Frøya          |          |
| 13  | Hitra          |          |
| 14  | Saaremaa       |          |